# Kees-Jan van der Klooster
Kees-Jan van der Klooster (Vlissingen, 3 juli 1977) is een Nederlands sporter. Hij beoefent de sporten alpineskiën op een zitski en wakeboarden.
In 2001 liep hij door een ongeluk bij het snowboarden, waarbij hij ongelukkig terechtkwam een dwarslaesie ter hoogte van 11de en 12de thoracale rugwervel op, waardoor hij vanaf zijn middel verlamd raakte.
Van der Klooster was de enige Nederlandse deelnemer op de Paralympische Winterspelen van 2010 in het Canadese Vancouver. Hij kwam daar uit op de afdaling, de Super G en de reuzenslalom. Van der Klooster is gekwalificeerd voor de Paralympische Winterspelen van 2014 in Sotsji.

## KJ-Projects
Kees-Jan van der Klooster heeft in 2008 een bedrijf gestart om misverstanden over de mogelijkheden en onmogelijkheden van mensen met een beperking te veranderen. Dit doet hij omdat volgens hem deze misverstanden de integratie en participatie van mensen met een beperking in de Nederlandse maatschappij in de weg staan.  
Dit doet hij door middel van het geven van voorlichtingen, presentaties en doen van projecten op het gebied van het geven van clinics, adviezen, demonstraties en trainingen.

## Resultaten
| Evenement                 | Resultaat | Onderdeel    |
| ------------------------- | --------- | ------------ |
| Winter X-games Aspen 2007 | brons     | Mono Skier X |
| Winter X-games Aspen 2008 | goud      | Mono Skier X |
| Winter X-games Aspen 2009 | brons     | Mono Skier X |
| WK Sestrière 2011         | brons     | Afdaling     |